# Bajki-Zalesie
Bajki-Zalesie [ˈbai̯ki zaˈlɛɕɛ] est un village polonais de la gmina de Krypno dans le powiat de Mońki et dans la voïvodie de Podlachie. Il se situe à environ 12 kilomètres au sud de Mońki et à 35 kilomètres au nord-ouest de Bialystok.
Selon le recenssement de la commune de 1921, ont habité dans le village 420 personnes, dont 410 étaient catholiques, 5 orthodoxes, et 5 judaïques. Parallèlement, 419 habitants ont déclaré avoir la nationalité polonaise, 1 la nationalité biélorusse. Dans le village, il y avait 73 bâtiments habitables.